# Petrikirche (Kulmbach)

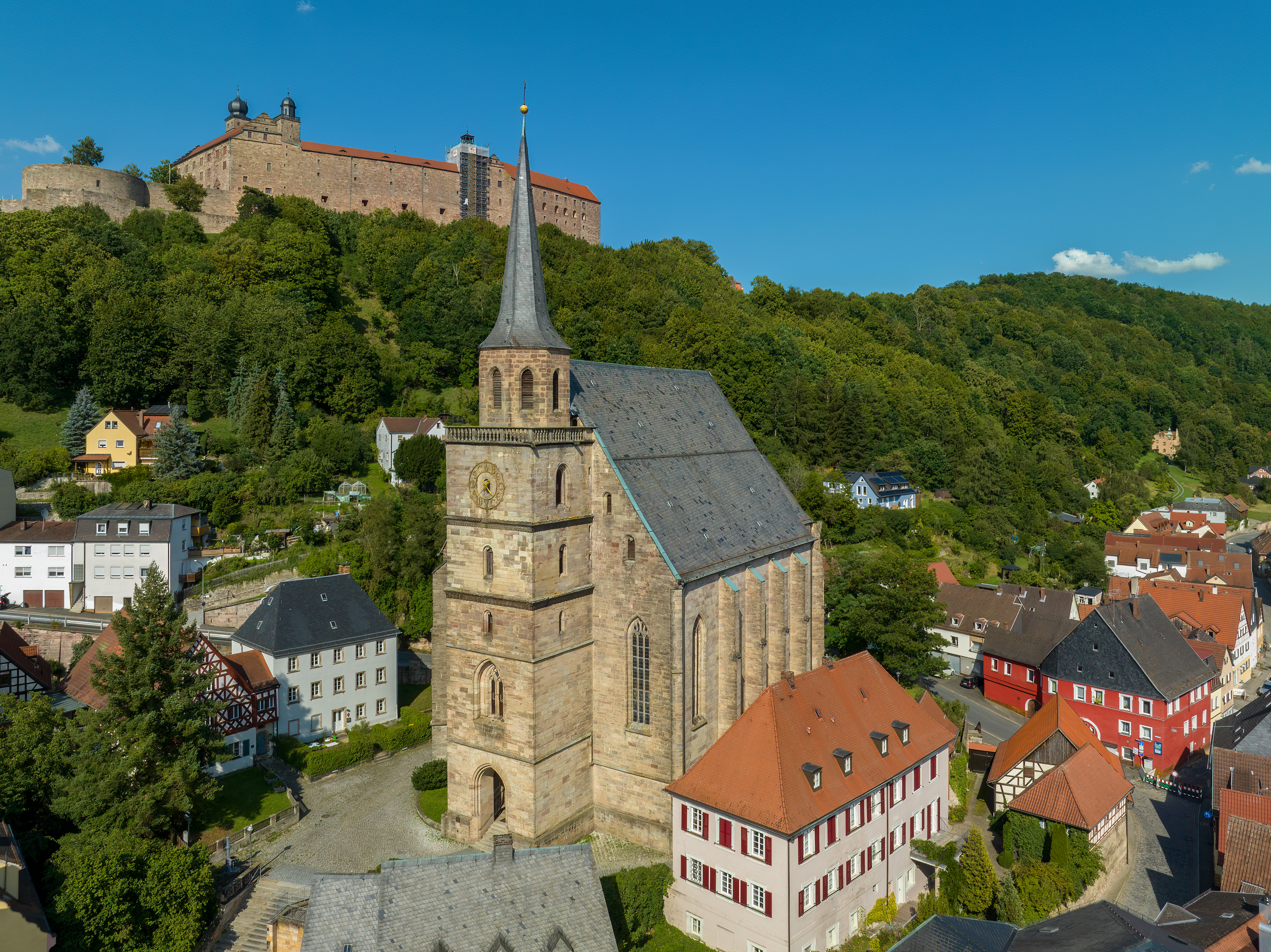
Petrikirche in Kulmbach

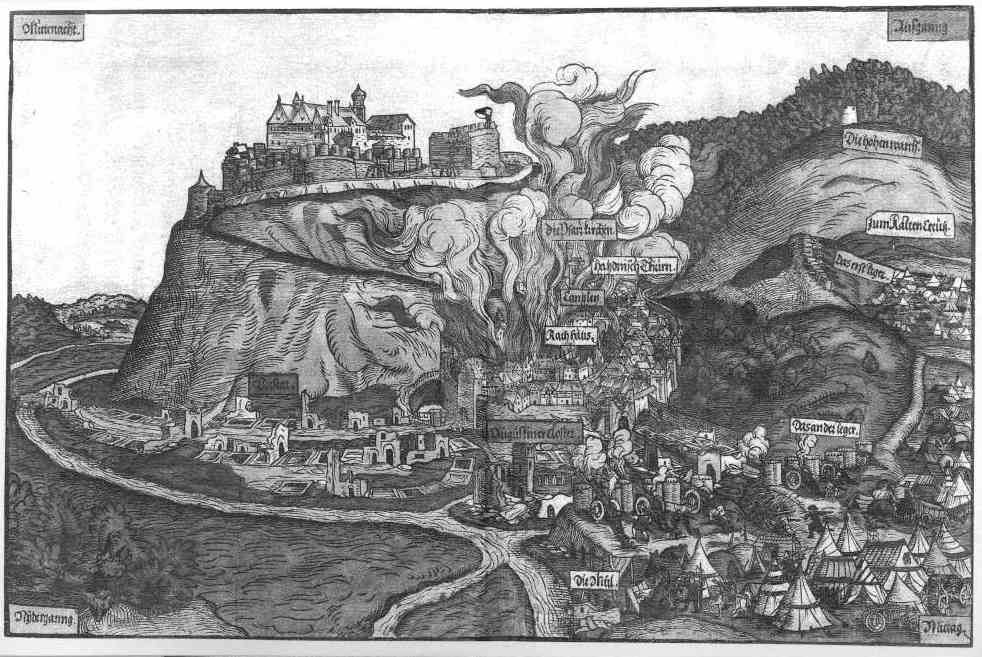
Belagerung Kulmbachs (etwa in Bildmitte die Petrikirche), zeitgenössischer Holzschnitt von Hans Glaser

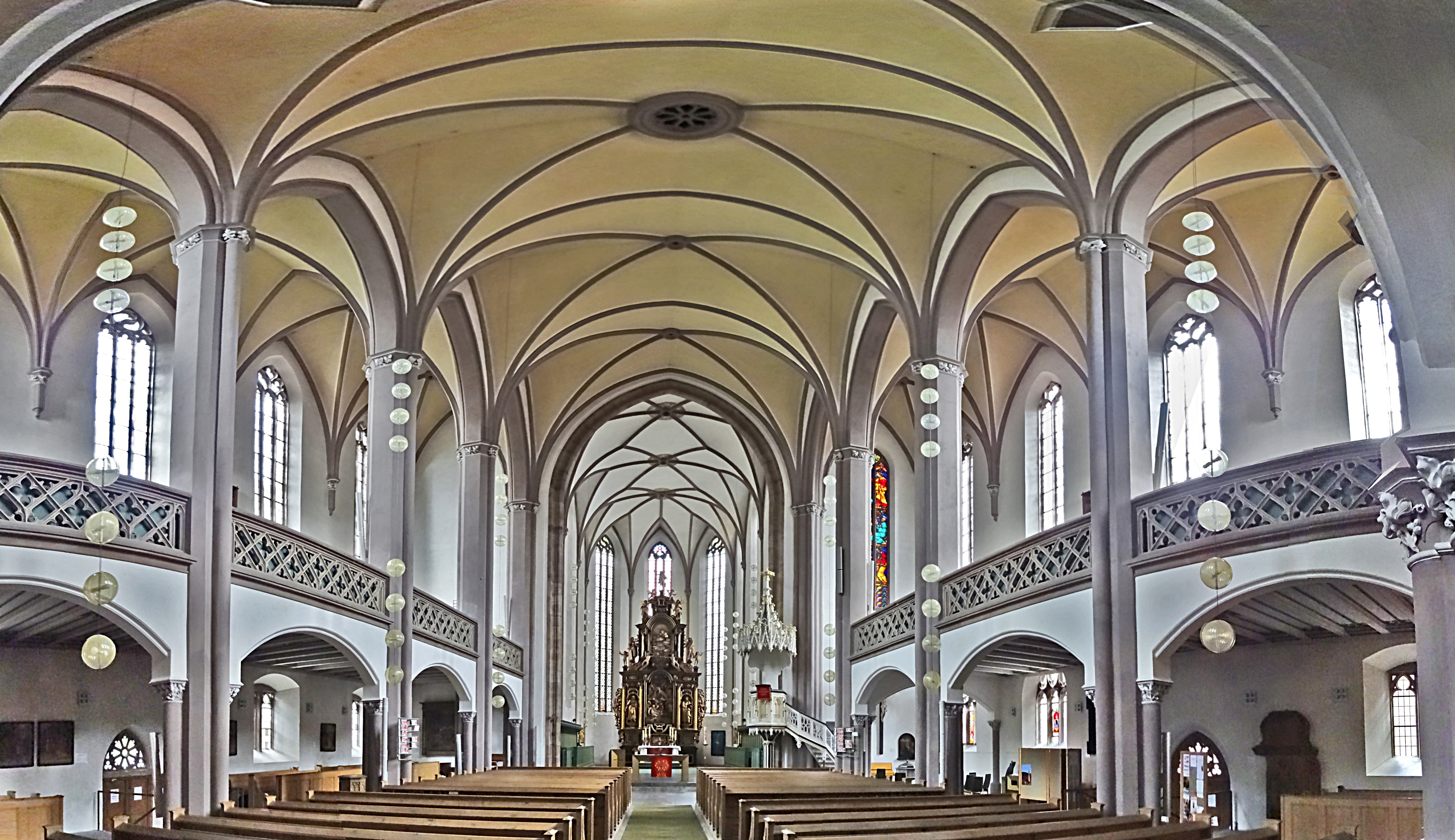
Innenraum der Petrikirche

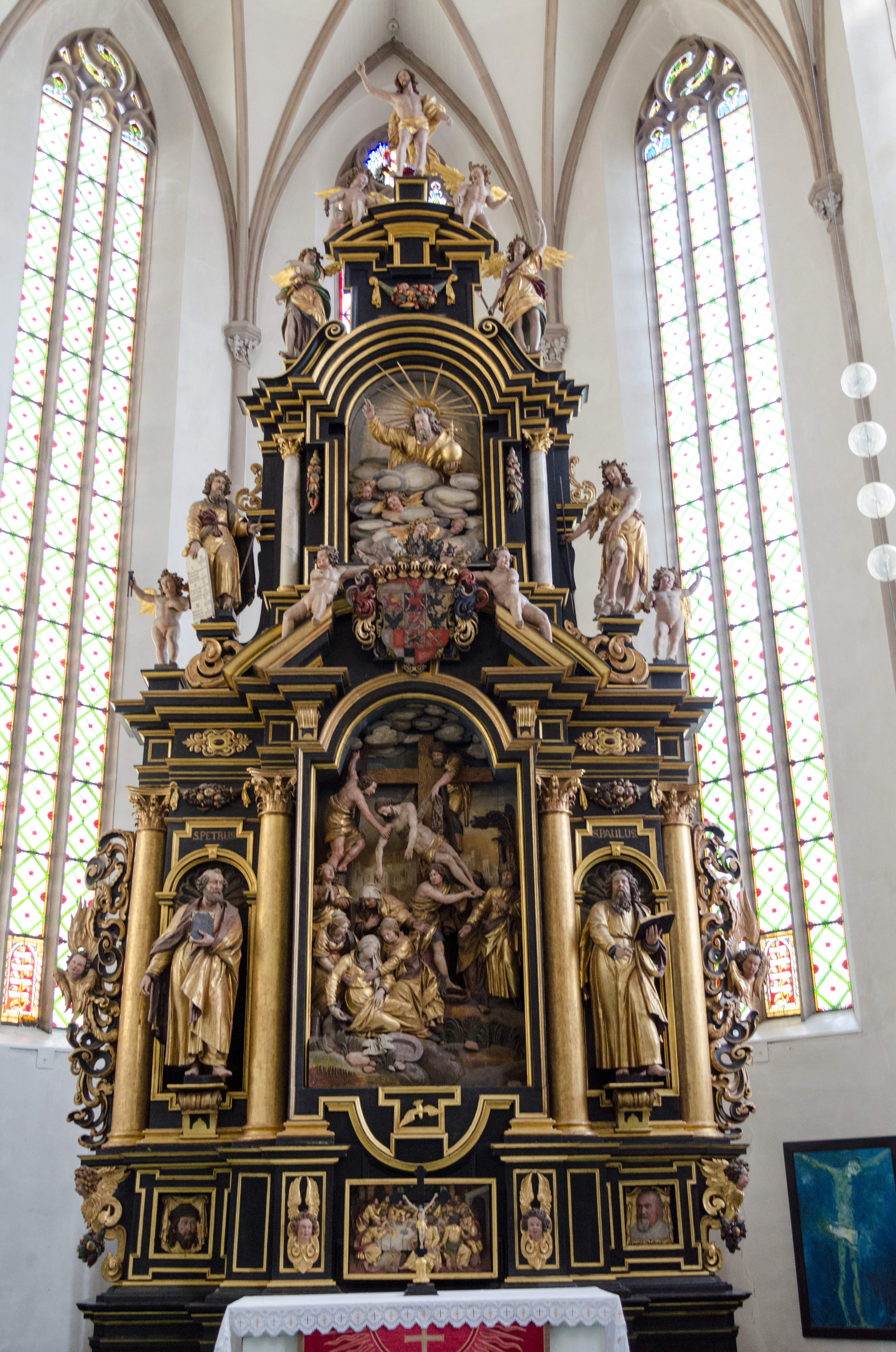
Hochaltar der Petrikirche

Die evangelisch-lutherische Petrikirche ist die vermutlich älteste Kirche von Kulmbach in Oberfranken. Es handelt sich um eine gotische, dreischiffige Kirche am Burgberg der Plassenburg.

## Geschichte
Die erste Erwähnung eines Priesters „Luitpold aus Culminaha“ zu Kulmbach erfolgte 1174. Aufgrund der damaligen Siedlungsstruktur dürfte er in der Petrikirche gewirkt haben. 1285 verlieh der Domherr zu Bamberg dem Kloster Langheim das Patronat über die Kirche. Am 31. Januar 1430 brach der Hussitensturm über die Stadt herein und die Kirche wurde mitsamt der Stadt zerstört. Daran erinnert eine lateinische Inschrift am südlichen Chorpfeiler, die besagt, dass mit dem Wiederaufbau am 8. Juni 1439 begonnen wurde. Die Reformation wurde 1528 in Kulmbach eingeführt.
Im Bundesständischen Krieg wurde die Kirche bei der Belagerung 1553 abermals zerstört, wohl auch deswegen, weil man sie als Wehrkirche mit dem Turm als Kanonenplattform umgerüstet hatte. Sie brannte aus und im folgenden Jahr stürzte das Gewölbe ein. Erst 1559 wurde sie unter Verwendung der Reste wiederaufgebaut. 1568 errichtete man den Turm und zog 1643 im Langhaus ein Tonnengewölbe ein.
1878 bis 1880 wurde das Gebäude gründlich renoviert mit dem Ziel, den spätgotischen Zustand wiederherzustellen. Die alte gotische Steinkanzel wurde entfernt (jetzt im Museum auf der Plassenburg) und das Langhaus mit einem Kreuzgewölbe versehen, der Innenraum purifiziert, wodurch auch einige Kunstwerke verlorengingen. Eine geplante Erhöhung des Turmes scheiterte an Geldmangel.

## Architektur
Die Petrikirche ist eine stattliche Hallenkirche der Spätgotik, die in Hausteinmauerwerk ausgeführt ist. Der Außenbau hat einen hohen Sockel. Die Strebepfeiler des Chores sind mit Wasserschlag und darüberliegenden Figurennischen versehen, die Strebepfeiler des Langhauses sind schlicht gehalten. Das Nordportal ist spitzbogig mit Stabprofilen am Gewände und neugotischem Tympanon, am Südportal befinden sich Königsbüsten, Figuren, Tiere und Krabben an der mittleren Kehlung sowie Engel und Masken an den Säulenkapitellen. Der Westturm ist mit Maßwerkfriesen und einem geschweiften Spitzhelm versehen. Die gedrungene Portalvorhalle enthält ein Portal mit einer Figur des heiligen Petrus auf einer Blattkranzkonsole und mit einem Baldachin um 1450. Zwei Sakristeien sind in den Chorwinkeln angebaut, die südliche ist neuzeitlich. Innen ist die Kirche eine geräumige dreischiffige Hallenkirche von fünf Jochen, deren Kreuzrippengewölbe, Pfeiler, Oberwanddienste und Empore neugotisch ergänzt wurden. Der stark eingezogene, dreischiffige Chor mit zwei Jochen endet in einem Fünfachtelschluss. Er ist mit einem Sterngewölbe auf Diensten abgeschlossen. Spitzbogige Fenster mit reichem Maßwerk, teils mit Fischblasenmotiven, erhellen das Innere.

## Ausstattung
Der frühe Barockaltar wurde im Auftrag von Markgraf Christian in den Jahren 1650–1653 von Johann Brenck und Hans Georg Schlehendorn geschaffen. In der Predella ist rechts der Stifter dargestellt. Der Taufstein stammt von 1880; die Alabaster-Reliefs von Brenck und Schlehendorn aus dem Jahr 1647 wurden wiederverwendet. Dargestellt sind die Anbetung der Hirten, die Beschneidung, die Taufe und Jesus als Kinderfreund. Ein Kruzifix wurde 1649 von Brenck und Schlehendorn geschaffen. Mehrere Gemälde des 16. und 17. Jahrhunderts sind erhalten.
Über der Sakristeitür befindet sich ein Triptychon aus dem Jahr 1644 von Friedrich Schmidt.
An der Außenseite des Chores sind mehrere Grabdenkmale angebracht, darunter das für Georg Wolf von Laineck und Frau († 1644) mit Ganzfiguren der Verstorbenen in Hochrelief und architektonischem Rahmen. Die Epitaphe des Pfarrers Peter Otto (1610–1688) und seiner Frau Margarethe geborene Lussovius (1603–1685) mit Halbfiguren der Verstorbenen in Medaillons wurden vermutlich von Elias Räntz geschaffen.

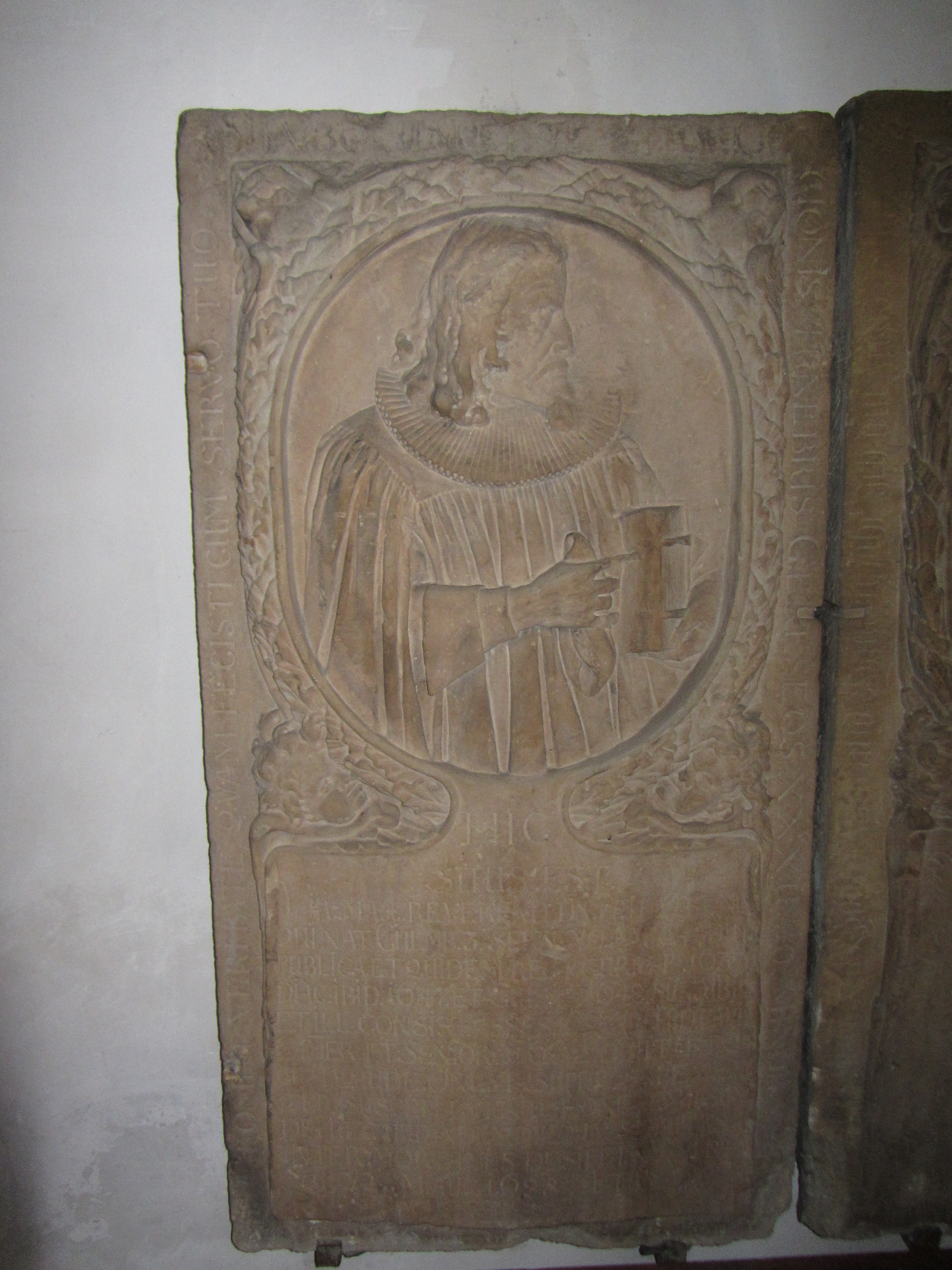
Epitaph Peter Otto (1688)
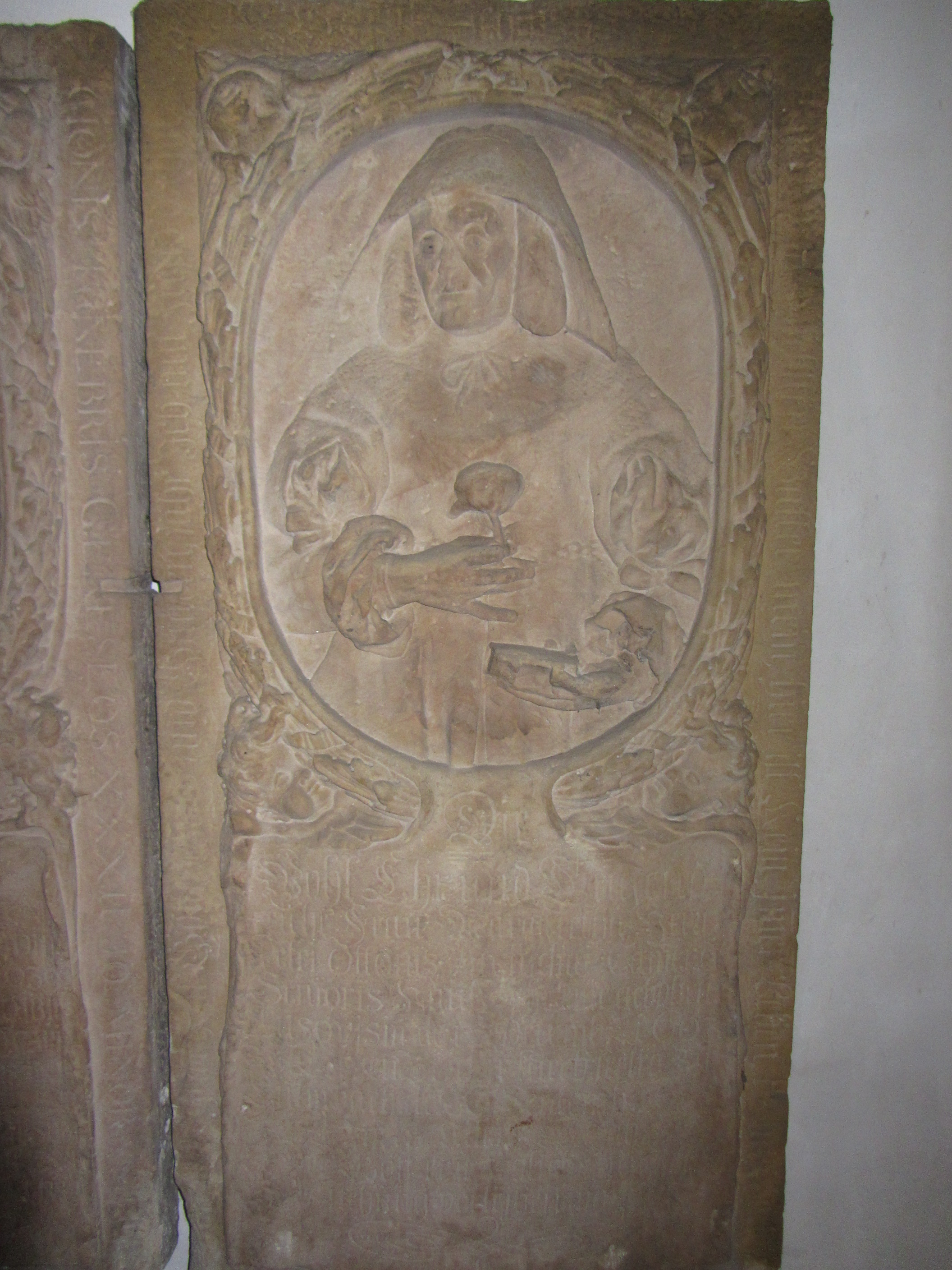
Epitaph Margarethe Otto geb. Lussovius (1685)

### Orgel

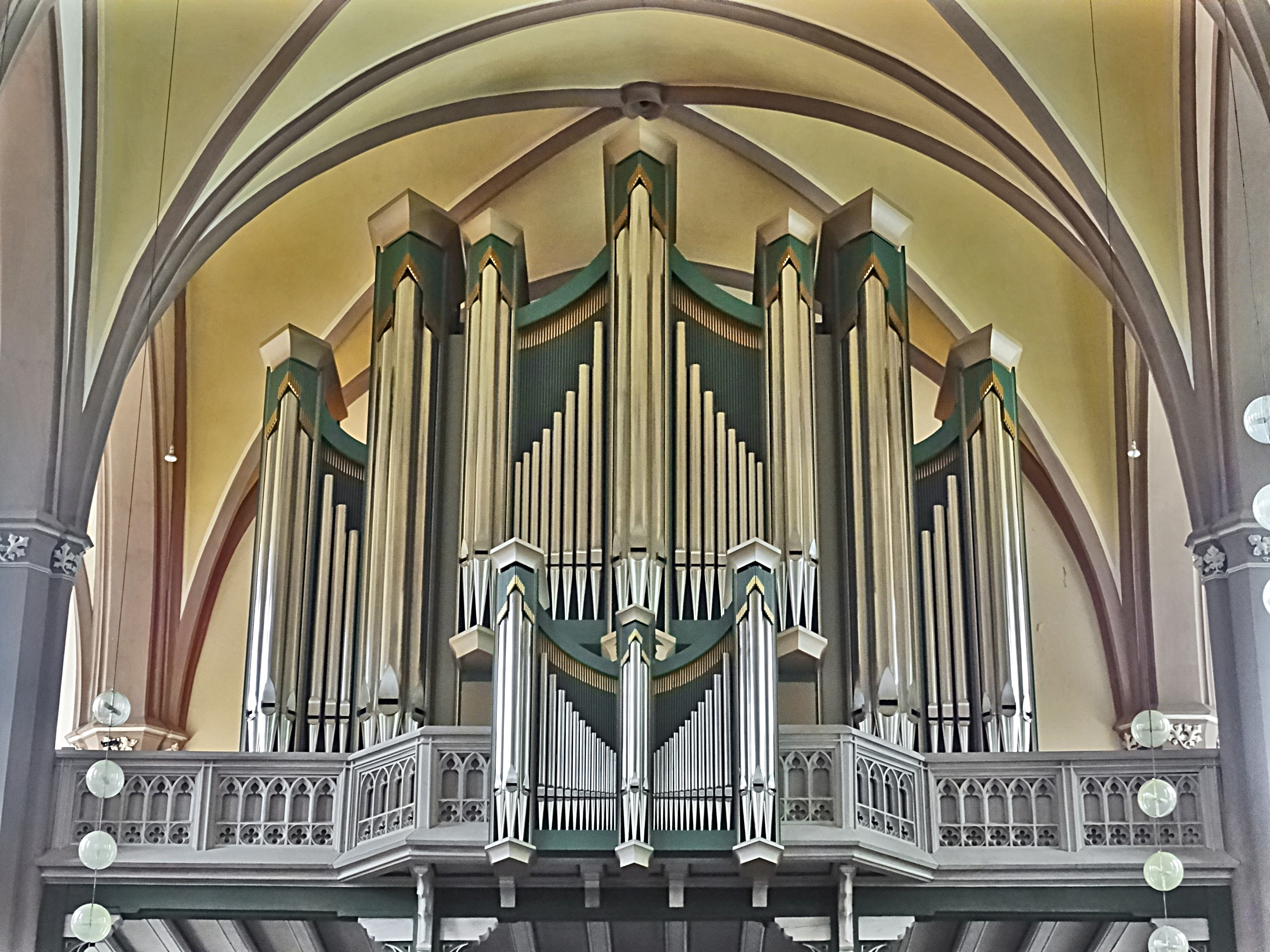
Rieger-Orgel

Schon 1587, 1593 und 1597 wurden Orgeln in der Petrikirche genannt. 1657 bis 1661 errichtete Matthias Tretzscher ein Orgelwerk. 1859 baute Ludwig Weineck eine neue Orgel (22/II/P), der neugotische Prospekt, entworfen von Behringer ist noch im Orgelzentrum Valley zu sehen. Bereits 1907 gab es wieder einen Neubau, das Opus 142 von Johannes Strebel (24/II/P), das Steinmeyer 1941 als Opus 1711 auf 41/III/P erweiterte. Dieses Werk wurde 2000 in Valley eingelagert.
Die derzeitige Orgel wurde im Jahr 2000 von Rieger Orgelbau (Österreich) erbaut. Sie hat 50 Register auf drei Manualen und Pedal.
| I Rückpositiv C–a3 |       |
| Principal          | 8′    |
| Holzgedackt        | 8′    |
| Quintade           | 8′    |
| Octave             | 4′    |
| Rohrflöte          | 4′    |
| Sesquialtera II    | 2 ⁄3′ |
| Octave             | 2′    |
| Quinte             | 1 ⁄3′ |
| Scharff IV         | 1′    |
| Dulcian            | 16′   |
| Krummhorn          | 8′    |
| Tremulant          |       |

| II Hauptwerk C–a3 |       |
| Principal         | 16′   |
| Principal         | 8′    |
| Gedackt           | 8′    |
| Flûte harmonique  | 8′    |
| Gambe             | 8′    |
| Octave            | 4′    |
| Flöte             | 4′    |
| Quinte            | 2 ⁄3′ |
| Superoctave       | 2′    |
| Mixtur V          | 1 ⁄3′ |
| Cornet V          | 8′    |
| Trompete          | 16′   |
| Trompete          | 8′    |

| III Schwellwerk C–a3 |        |
| Bourdon              | 16′    |
| Flûte                | 8′     |
| Bourdon              | 8′     |
| Salicional           | 8′     |
| Voix céleste         | 8′     |
| Prestant             | 4′     |
| Flûte traversière    | 4′     |
| Nazard               | 2 ⁄3′  |
| Cor de nuit          | 2′     |
| Tierce               | 1 3⁄5′ |
| Octave               | 1′     |
| Plein Jeu V          | 2′     |
| Basson               | 16′    |
| Trompette            | 8′     |
| Hautbois             | 8′     |
| Clairon              | 4′     |
| Tremulant            |        |

| Pedalwerk C–f1   |       |
| Untersatz        | 32′   |
| Principal        | 16′   |
| Subbaß           | 16′   |
| Octavbaß         | 8′    |
| Gemshorn         | 8′    |
| Octave           | 4′    |
| Nachthorn        | 4′    |
| Rauschpfeife III | 2 ⁄3′ |
| Posaune          | 16′   |
| Trompete         | 8′    |

- Koppeln: I/II, III/II, III/I, I/P, II/P, III/P

## Sonstiges
Vermutlich existierte ein Felsengang zum Langheimer Amtshof, der teilweise vom Amtshof aus noch begehbar ist.